# New Music Fridays

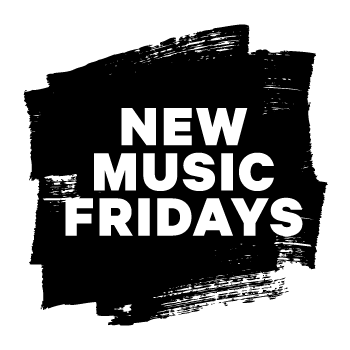
Logo der Initiative

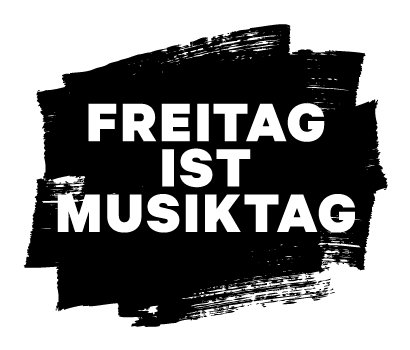
Deutsches Logo

Als New Music Fridays (engl. etwa für „Freitage neuer Musik“; deutsche Bezeichnung: Freitag ist Musiktag) wird eine Initiative der International Federation of the Phonographic Industry (IFPI) bezeichnet, einen „global release day“, einen weltweit einheitlichen Veröffentlichungstag für Musik einzuführen. Ab dem 10. Juli 2015 sollen nach dem Wunsch der IFPI alle Musikveröffentlichungen freitags erfolgen, statt wie bisher in jedem Land an unterschiedlichen Tagen. Die Teilnahme ist allerdings freiwillig, Veröffentlichungen können lokal und regional auch zu anderen Zeitpunkten erfolgen (z. B. in Deutschland die Bereitstellung der einzelnen Folgensieger von Sing meinen Song – Das Tauschkonzert am Tag nach Ausstrahlung der Folge).

## Situation vor der Initiative
Die Veröffentlichung von Musik erfolgte bis dato an unterschiedlichen Tagen der Woche. In einigen Ländern wie den drei deutschsprachigen oder Australien wurde Musik schon seit mehreren Jahren immer am Freitag veröffentlicht, sodass hier keine Änderung erfolgen musste. In Großbritannien und Frankreich beispielsweise war aber bisher der Montag als Tag für Musikveröffentlichungen üblich, in Kanada und den USA der Dienstag. Diese Daten waren oft musikhistorisch gewachsen (z. B. in den USA aufgrund des notwendigen Versands neuer Tonträger im physischen Zeitalter) und entsprachen nach Angabe der IFPI nicht mehr der Globalisierung der Musikmärkte im digitalen Zeitalter. Auch wurden Musikalben und -titel oftmals auf unterschiedlichen Kontinenten an unterschiedlichen Tagen oder sogar mit mehreren Monaten Abstand veröffentlicht. Ein Negativbeispiel dafür ist das Album Emotion der kanadischen Sängerin Carly Rae Jepsen, welches bereits am 24. Juni 2015 in Japan veröffentlicht wurde. In Nordamerika und Australien erfolgt die geplante Veröffentlichung jedoch erst am 21. August 2015, und in Europa gar erst am 25. September, sodass potenzielle Käufer bis zu drei Monate warten müssen, bis sie das Album in ihrem Land erwerben können. Diese Aufteilung soll durch den New Music Friday vermieden werden, hatte jedoch auf dieses Beispiel keine Auswirkung.
Laut einer Studie der TNS in sieben bedeutenden Musikkonsumenten-Ländern (unter anderem die USA und Schweden) würden Freitag und Samstag als Tage für Musikveröffentlichungen favorisiert. Weitere Untersuchungen hätten laut IFPI ergeben, dass am Freitag die meiste Lust zum Musikkauf und die meisten Aktivitäten in sozialen Medien herrschen würden. Paul McGowan, CEO von HMV, sagte dazu, dass man Musik zu der Zeit veröffentlichen müsse, an der sie von den Konsumenten zu kaufen gewünscht wird. Da der Samstag außerdem ins Wochenende fällt, hat man sich dazu entschlossen, den Freitag als Tag festzusetzen.

## Ziele der Initiative
Als Hauptziel wurde die gemeinsame Bereitstellung von Musik am selben Tag weltweit genannt. Dies führe nach Aussage von Francis Moore, dem CEO der IFPI, zu weniger Ärger bei Konsumenten, weil Songs und Alben bisher in anderen Ländern der Welt möglicherweise deutlich früher zu erhalten waren als im eigenen Land. Durch diese Vorgehensweise wurde die Musikpiraterie gefördert, weil Musik aufgrund der legalen Erwerbbarkeit in einem Land illegal ins Internet, zum Beispiel in Filesharing-Tauschbörsen und auf Sharehoster, gestellt wurde und für potenzielle Käufer in anderen Ländern der Reiz entfiel, auf eine Veröffentlichung dieser Musik im eigenen Land zu warten. Außerdem soll die Vorfreude auf kommende Musikveröffentlichungen global gestärkt werden.

## Globale Änderungen
Laut Aussage der IFPI soll die gleichzeitige freitägliche Musikveröffentlichung in mehr als 45 Ländern erfolgen, von denen elf diese Änderung nicht durchführen mussten, weil hier der Freitag schon Veröffentlichungstag war.
Mehrere Künstler veröffentlichten am neuen New Music Friday werbewirksam neue Tonträger, unter anderem Years & Years, Owl City, Veruca Salt, Taio Cruz und Little Mix.
Aufgrund der veränderten Veröffentlichungstage mussten in diversen Ländern, unter anderem in Großbritannien, Frankreich, Spanien und den USA, die Zeiträume für die Erfassung der Musikcharts geändert werden. Dies führte zu sehr unterschiedlichen Lösungen, so wurden die Tage zwischen dem Ende des alten Erfassungszeitraums und dem 10. Juli an die Vorwoche angehängt oder als komplette eigenständige Chartwoche gewertet oder in Italien sogar komplett aus der Chartermittlung herausgenommen. In einigen Ländern änderte sich dadurch auch der Bekanntgabetag und/oder das Gültigkeitsdatum der nationalen Musikcharts.